# 山路正國
山路正國（1546年—1583年6月11日），日本戰國時代至安土桃山時代的武將。父親是山路正幽。通稱將監。

## 生平
在天文15年（1546年）出生，父親正幽是神戶具盛的家臣。
仕於織田信長的重臣柴田勝家。在信長死後，成為於清洲會議中成為近江長濱城城主兼勝家的養子柴田勝豐的家老。
天正10年（1582年）12月，受到羽柴秀吉攻撃，於是與勝豐一同降伏。天正11年（1583年），在賤岳之戰中代替因為生病而不能出陣的勝豐率軍，以羽柴一方的身份參戰，不過在4月13日因為佐久間盛政的調略而投向柴田方。此後在盛政的部隊中，一同奇襲羽柴軍，雖然一時成功，不過在4月21日受到秀吉反撃，佐久間軍全滅，此時自身亦被秀吉的家臣加藤清正殺死。享年38歲。